# Willie Clancy Summer School
La Willie Clancy Summer School (Scoil Samhraidh Willie Clancy en gaélique irlandais) est l'école d'été de musique traditionnelle la plus importante d'Irlande. Elle se tient tous les étés depuis 1973 à Miltown Malbay (en) (à l'ouest du comté de Clare). Elle fut créée en mémoire du sonneur de uilleann pipes Willie Clancy.
Les dernières éditions ont rassemblé, pendant une semaine, près d'un millier d'étudiants des quatre coins du monde, venus prendre des cours de musique ou de danse irlandaises. L'école délivre également un programme complet de conférences, récitals, danses et concerts, ouverts au public.
L'événement se produit tous les ans, durant la semaine commençant le premier samedi de juillet. L'inscription comprend six leçons, et tous les concerts et conférences, à l'exception du concert du samedi. 

## L'école
L'école fut créée par Martin Talty, Muiris Ó Rócháin et Harry Hughes en 1973, à la mort de celui qu'elle veut honorer, Willie Clancy.
Elle rassemble des étudiants venant du monde entier, du Japon à l'Argentine, attirant des élèves de tous âges, y compris des enfants, mélangés dans classes instrumentales organisées par niveaux d'expertise.
Des activités artisanales touchant aux instruments traditionnels sont également représentées, telles que la fabrication d'anches pour les uilleann pipes.
Les cours sont assurés dans différents locaux, tels qu'écoles, hôtels et maisons privées. Les professeurs sont choisis  sur leur expérience en musique et chant irlandais.
Séamus Ennis y fit, en 1982, un de ses derniers concerts. James Kelly et Martin Hayes y dispensent des cours régulièrement.

## The craic
Craic agus ceol ('plaisir et musique') est la caractéristique de l'atmosphère de la Willie Clancy Summer School. 
Toute la semaine, le public est nombreux à se presser aux différents concerts, qui se tiennent dans les rues, les pubs ou dans des maisons particulières. Quelques pubs organisent jusqu'à cinq sessions simultanées tant l'affluence est grande.